# Aartsbisdom Lusaka

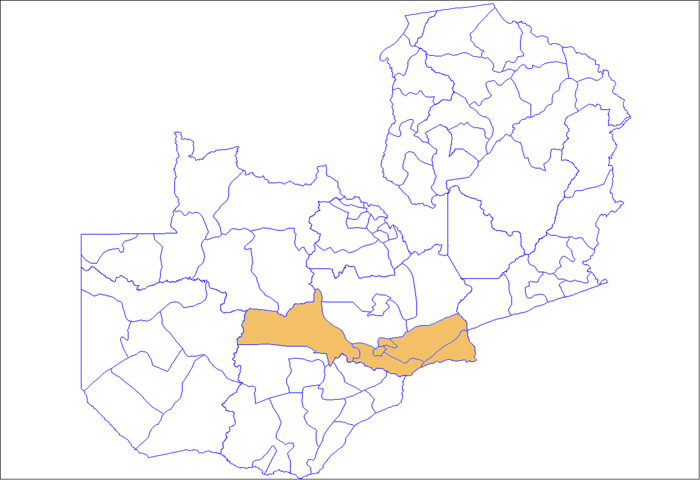
Het aartsbisdom binnen Zambia

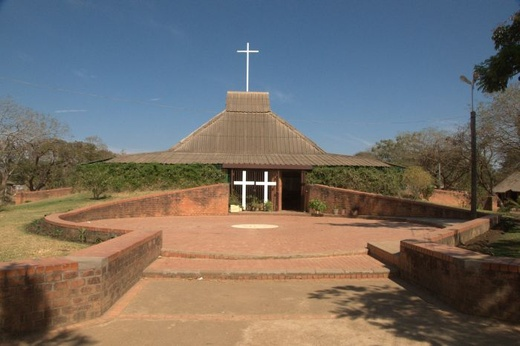
Kerkgebouw in Lusaka

Het aartsbisdom Lusaka (Latijn: Archidioecesis Lusakensis) is een rooms-katholiek aartsbisdom met als zetel Lusaka in Zambia.
Het aartsbisdom is ontstaan uit de apostolische prefectuur Broken Hill. Deze werd in 1946 hernoemd naar Lusaka en werd in 1950 een apostolisch vicariaat. In 1959 werd het verheven naar een aartsbisdom. De Poolse jezuïet Adam Kozłowiecki, bisschop van Lusaka sinds 1955 en later kardinaal, werd de eerste aartsbisschop.
Lusaka heeft zeven suffragane bisdommen:
- Bisdom Chipata
- Bisdom Kabwe
- Bisdom Livingstone
- Bisdom Mongu
- Bisdom Monze
- Bisdom Ndola
- Bisdom Solwezi

In 2019 telde het aartsbisdom 66 parochies. Het bisdom heeft een oppervlakte van 35.000 km2 en telde in 2019 4.371.000 inwoners waarvan 39,8% rooms-katholiek was.

## Aartsbisschoppen
- Adam Kozłowiecki, S.J. (1959-1969)
- Emmanuel Milingo (1969-1983)
- Adrian Mung’andu (1984-1996)
- Medardo Joseph Mazombwe (1996-2006)
- Telesphore George Mpundu (2006-2018)
- Alick Banda (2018-)

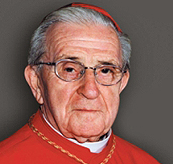
De eerste aartsbisschop, kardinaal Adam Kozłowiecki
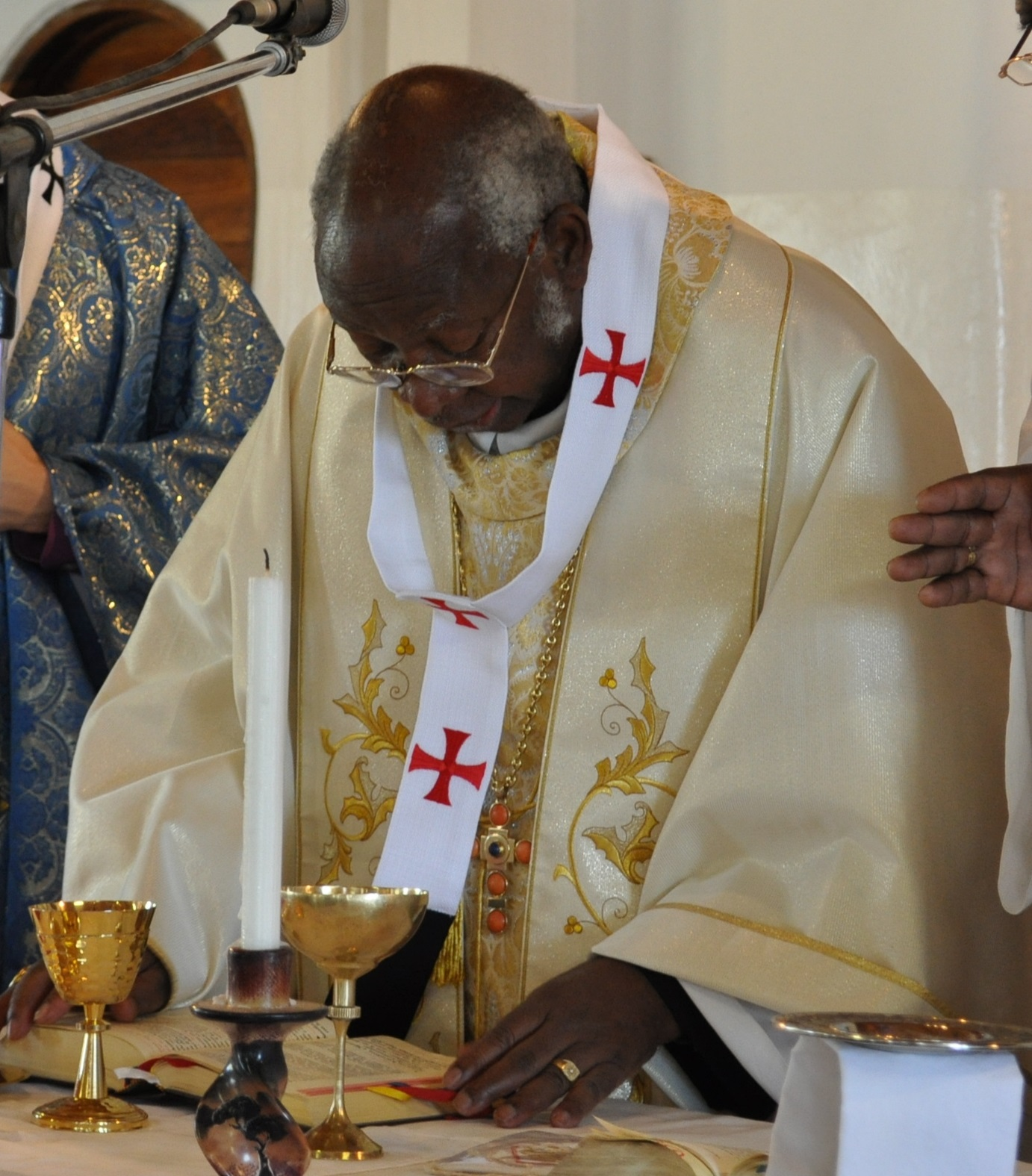
Aartsbisschop Emmanuel Milingo